# Teofil Kozłowski
Teofil Kozłowski (ur. 1884 w Rosji, zm. 13 maja 1961 w Gorlicach) – mistrz malarski, st. CRR, radny miejski międzywojnia, prezes Zrzeszenia Rzemieślników i Kupców, współinicjator i przewodniczący komitetu budowy Domu Rzemiosła w Gorlicach, pierwszy burmistrz po wojnie z ramienia Polskiej Partii Socjalistycznej.
Ożenił się w 1903 roku w Bochni z Emilią Stefanik, której rodzicami byli: Franciszka Obcążka i Kacper Stefanik. Oprócz Emilii mieli dwie córki. Teofil i Emilia przyjechali po ślubie do Gorlic. Wynajęli dom na ulicy Blich i w 1904 roku urodził im się syn Jan, a cztery lata później w 1908 roku Emilian. W roku 1910 urodziła się ich pierwsza córka – Jadwiga. Był weteranem I wojny światowej. W 1920 urodził mu się syn Mieczysław i 6 lat później córka Irena. Przed II wojną światową pełnił również funkcję Honorowego cechmistrza Rzemiosła.
Teofil Kozłowski był radnym w pierwszej Radzie Miejskiej po II wojnie światowej oraz burmistrzem Gorlic od 24 maja 1945 – stanowisko to piastował 3 lata, gdyż nie zgodził się podpisać deklaracji, mającej połączyć partię PPS z PPR i utworzyć jedną partię PZPR. Z powodu braku akceptacji tej deklaracji został usunięty z partii PPS. 
Zmarł na chorobę serca w wieku 77 lat 13 maja 1961. Spoczywa w rodzinnym grobowcu na cmentarzu parafialnym w Gorlicach.